# Космическата война в научната фантастика
Космическата война е основна тема и централно място в научната фантастика, която може да проследи своите корени назад до класическите времена и до романите за „войната на бъдещето“ от 19 век. С модерната епоха, директно с франчайзи като Междузвездни войни и Стар Трек, се смята за един от най-популярните общи поджанрове и теми на научната фантастика.  Една междупланетна или по-често междузвездна или междугалактическа война се е превърнала в основен сюжетен инструмент . Космическата война, представена в научната фантастика, има преобладаваща роля, тя е централна тема и в същото време се счита за родителски, припокриващ се жанр на космическа опера, военната фантастика и космически уестърн.

## Технология

### Оръжия
Обикновено се използват лазери, а не куршуми. Уили Лей твърди през 1939 г., че куршумите биха били по-ефективно оръжие в истинска космическа битка.

### Унищожаване на планети и звезди
Унищожаването на планети и звезди е често използван аспект на междузвездната война от поредицата Lensman на Е. Е. Смит. Изчислено е, че сила от порядъка на 10 32 джаула енергия, или приблизително общата мощност на слънцето за една седмица, би била необходима, за да се преодолее гравитацията, която държи заедно планета с размерите на Земята. Смята се, че унищожаването на Алдераан в Междузвездни войни: Епизод IV – Нова надежда изисква 1,0 × 10 38 джаула енергия, милиони пъти повече, отколкото би било необходимо, за да се разруши планетата на части с по-бавна скорост.
Измислената космическа война има тенденция да заимства елементи от военноморската война, често наричайки космическите сили космически флоти или просто флоти.  Военноморски класове кораби като фрегата или разрушител са като маркер, за да покажат как са сглобени корабите и предназначението им.

## Развитие на жанра
В своята сатира от втори век „Истинската история“ Лукиан от Самосата описва имперска война между краля на Слънцето и краля на Луната за правото да колонизира Венера . Това е най-ранното известно художествено произведение, което се занимава с концепцията.
Първата история за „бъдеща война“ е „Битката при Доркинг“ на Джордж Т. Чесни, история за британско поражение след германско нахлуване във Великобритания, публикувана през 1871 г. в Blackwood's Magazine. Много такива истории са преди Първата световна война. „Ангелът на революцията“ (1893) на Джордж Грифит включва самозвани „терористи“, въоръжени с несъществуващи тогава оръжия и броня като дирижабли, подводници и силни експлозиви. Включването на все още несъществуваща технология стана стандартна част от жанра. Последният разказ на Грифит за „войната на бъдещето“ е „Господарят на труда“, написан през 1906 г. и публикуван през 1911 г., който включва технология като дезинтегриращи лъчи и ракети.
Романът на Хърбърт Уелс Война на световете вдъхновява много други писатели да напишат истории за извънземни нашествия и войни между Земята и други планети и насърчи авторите на фантастика за „военни на бъдещето“ да използват по-широки среди, отколкото са били достъпни за „натуралистичната“ фантастика.
По-новите представи на космическа война се отклоняват от шовинизма на научната фантастика на пулпа от 30-те и 40-те години на миналия век. Вечната война на Джо Халдеман е отчасти отговор или опровержение на Звездни рейнджъри на Робърт А. Хайнлайн, където космическата война включва ефектите на забавяне на времето и води до отчуждението на главните герои от човешката цивилизация, от чието име те се биеха.  Двата романа в миналото са задължително четене във Военната академия на Съединените щати.
Писателите на научна фантастика от края на Втората световна война нататък са изследвали морала и последствията. Със Звездни рейнджъри на Хайнлайн са „War against the Rull“ (1959) на Алфред ван Вогт и „Arena“ (1944) на Фредерик Браун . Противоположни са им „Първи контакт“ (1945) на Мъри Лейнстър, „Вражеска мина" на Бари Лонгийър, The Lucky Strike“ на Ким Стенли Робинсън, „Радиус на Шварцчайлд“ на Кони Уилис и „Нашественици" на Джон Кесел.  В Играта на Ендър на Орсън Скот Кард главният герой води война от разстояние, без да осъзнава, че го прави.

## Определения по контраст

### Космическа опера
Модерната форма на космическа война в научната фантастика, в която мобилните космически кораби се бият с двете планети и една срещу друга с разрушителни супероръжия, идва с появата на космическата опера . Вестникарската поредица на Гарет П. Сервис от 1898 г. „ Edison's Conquest of Mars “ е вдъхновена от Уелс и е замислена като продължение на „Бойци от Марс“, неразрешена и силно променена версия на Edisonade на The War of the Worlds , в който човешката раса, водена от Томас Едисон, преследва нахлуващи марсианци обратно на родната им планета. Дейвид Прингъл смята историята на Сервис за първата космическа опера, въпреки че творбата, която най-широко се смята за първата космическа опера, е поредицата Skylark на Е. Е. Смит. Те са пример за настоящата форма на космическа война в научната фантастика, тъй като гигантски космически кораби използват страхотни лъчеви оръдия, които изпращат стрелби от енергия през космоса, за да разбият планетите във война между хора и извънземни видове.
Романите Honorverse на Дейвид Вебер представят поглед към космическата война, аналог на военноморската война на Хорацио Нелсън в космоса. Бойната тактика на космическия флот в Honorverse е много подобна на тази на Нелсън, с простото добавяне на трето измерение.

### Военна фантастика
Някои нюанси от военната фантастика се припокриват с космическата опера, концентрирайки се върху мащабни космически битки с футуристични оръжия. В едната крайност, жанрът се използва за спекулации за бъдещи войни, включващи космически пътувания, или ефектите от войната върху хората; от друга страна, тя се състои в използването на военни сюжети с някои повърхностни научни фантастики. Терминът „военна космическа опера" понякога се използва за обозначаване на този поджанр, както е използван например от критичката Силвия Келсо, когато описва „Бараярски Цикъл" на Лоис Макмастър Буджолд. Други примери за военна космическа опера са френчайзът „Бойна звезда Галактика" и романът „Звездни рейнджъри" на Робърт А. Хайнлайн от 1959 г. Ключовата разлика между военната научна фантастика и космическата опера е, че главните герои в космическата опера не са военни, а цивилни или паравоенни. Военната фантастика не включва непременно космическа или многопланетна обстановка като космическата опера.

### Космически уестърн
Уестърните влияят на ранните научнофантастични списания . Писателите изпращат истории и в двата жанра, а списанията за научна фантастика понякога имитират западни корици, за да покажат паралели. През 30-те години на миналия век К. Л. Мур създава един от първите герои на космическия уестърн, Нортуест Смит. Бък Роджърс и Флаш Гордън също са ранни влияния. След като комиксите за супергерои намаляват в популярността си през 40-те години на миналия век в Съединените щати, западните комикси и комиксите на ужасите ги заменят. Когато комиксите на ужасите стават несъстоятелни с Comics Code Authority в средата на 50-те години, темите от научната фантастика и космическите уестърни стават по-популярни. До средата на 60-те години класическите уестърн филми изпадат в немилост и ревизионистките уестърни ги изместват. Научнофантастичните сериали като „ Изгубени в космоса“ и „Стар Трек“ представят нова граница за изследване, а филми като „Светът на запад“ подмладяват уестърните, като ги актуализираха с научнофантастични теми. Питър Хаямс, режисьор на Outland, каза, че ръководителите на студия през 80-те години не са искали да финансират уестърн, така че вместо това той е направил космически уестърн. Космическите опери като филмовата поредица „Междузвездни войни“ също взимат силни примери от уестърните; По-специално Боба Фет, Хан Соло и кантината Мос Ейсли са базирани на западни теми. Тези научнофантастични филми и телевизионни сериали предлагаха темите и морала, каквито уестърните правеха преди.

## Виж още
- Военна фантастика
- Космическа опера
- Космически уестърн

## Допълнителна информация
- Robert W. Bly. Atomic warfare //  The Science In Science Fiction: 83 SF Predictions That Became Scientific Reality.   BenBella Books, Inc., 2005. ISBN 1-932100-48-2.
- George Edgar Slusser and Eric S. Rabkin. Fights of fancy: armed conflict in science fiction and fantasy.   University of Georgia, 1993. ISBN 0-8203-1533-8.
- Martha Bartter. Young Adults, Science Fiction, and War //  Young Adult Science Fiction.   Greenwood Press, 1999. ISBN 0-313-28940-9. с. 119–130.
- Paul Lucas. Hunters in the Great Dark, Part 1: A Hard-Science Look at Deep-Space Warfare //   Strange Horizons.  Архивиран от оригинала на 2006-11-14. Посетен на 2007-01-31.
- Paul Lucas. Hunters in the Great Dark, Part 2: The Weapons of Deep-Space Warfare //   Strange Horizons.  Архивиран от оригинала на 2006-11-14. Посетен на 2007-01-31.

|  | Тази страница частично или изцяло представлява превод на страницата Space warfare in science fiction в Уикипедия на английски. Оригиналният текст, както и този превод, са защитени от Лиценза „Криейтив Комънс – Признание – Споделяне на споделеното“, а за съдържание, създадено преди юни 2009 година – от Лиценза за свободна документация на ГНУ. Прегледайте историята на редакциите на оригиналната страница, както и на преводната страница, за да видите списъка на съавторите. ВАЖНО: Този шаблон се отнася единствено до авторските права върху съдържанието на статията. Добавянето му не отменя изискването да се посочват конкретни източници на твърденията, които да бъдат благонадеждни. |